# Колев, Николай (легкоатлет)
Николай Денев Колев (болг. Николай Денев Колев; род. 21 ноября 1968, Казанлык, Старозагорская область) — болгарский легкоатлет, специалист по метанию диска. Выступал за сборную Болгарии по лёгкой атлетике в начале 1990-х годов, чемпион Балкан, победитель и призёр первенств национального значения, участник летних Олимпийских игр в Барселоне.

## Биография
Николай Колев родился 21 ноября 1968 года в городе Казанлык Старозагорской области. Занимался лёгкой атлетикой в Софии в клубе «Левски».
В 1987 году был уличён в нарушении антидопинговых правил и не выступал в связи с дисквалификацией.
Первых серьёзных успехов добился в сезоне 1990 года, когда стал чемпионом Болгарии и чемпионом Балкан в метании диска. Попав в состав болгарской сборной, выступил на чемпионате Европы в Сплите, где с результатом 58,02 в финал не вышел.
В 1991 году принял участие в чемпионате мира в Токио — в финале метнул диск на 60,44 метра, закрыв десятку сильнейщих.
В 1992 году вновь выиграл чемпионат Болгарии, на соревнованиях в Стара-Загоре установил свой личный рекорд — 64,90 метра. Благодаря череде удачных выступлений удостоился права защищать честь страны на летних Олимпийских играх в Барселоне — на предварительном квалификационном этапе показал результат 58,12 метра, чего оказалось недостаточно для выхода в финал. По окончании сезона завершил спортивную карьеру.